# Lipstick Jungle
Lipstick Jungle es una novela de la escritora Candace Bushnell, que entrelaza las historias de tres mujeres. 

## Argumento
La diseñadora de modas, Victory Ford, la presidenta de la revista Bonfire, Nico Reilly, y la presidenta de Parador Pictures, Wendy Healy son mujeres muy poderosas y 
ricas. De hecho, ocupan los puestos 8, 12, y 17 en la lista de las mujeres más poderosas de Nueva York según el New York Post.
La serie de televisión, con el mismo nombre, está basada en el libro y es protagonizada por Brooke Shields como Wendy Healy, Lindsay Price como Victory Ford, y Kim Raver como Nico Reilly. La serie está siendo producida por la NBC, que anunció el 14 de mayo de 2007 su lanzamiento.
La serie fue cancelada en el 2009 por la NBC.

## Personajes
- Wendy Healy: La poderosa presidenta de Parador Pictures, cuyo matrimonio está en peligro por una constante competencia. Su marido es un músico emergente, que no puede encontrar un trabajo estable. Tiene dos hijos.
- Nico Reilly: La glamorosa editora de la revista Bonfire, que es una ventana para la cultura del negocio del espectáculo, la moda y la política (vagamente basada en Entertainment Weekly). Está casada y su matrimonio corre peligro por el poco interés que le presta su esposo. Actualmente, está en una relación con un fotógrafo de modas, más joven que ella, Kirby. En la segunda temporada, se da cuenta de que su marido la engañó y una muchacha espera un hijo de él.
- Victory Ford: Es una diseñadora que por el momento se encuentra sin nuevas ideas. Es soltera y busca a un hombre especial, topándose con el multimillonario Joe Bennet.